# A Kínai Köztársaság Hadserege
A Kínai Köztársaság Hadserege (中華民國陸軍, Csunghua Minguo Lucsün; pinjin: Zhōnghuá Mínguó Lùjūn) Tajvan fegyveres erőinek legnagyobb haderőneme. A hadsereg személyi állományának mintegy 80%-a Tajvan szigetén, a maradék kisebb szigetcsoportokon (Csinmen és Macu) állomásozik. Mivel a Kínai Köztársaságot a Kínai Népköztársaság nem ismeri el és fenntartja a két Kína erőszakkal történő egyesítésének fenyegetését, a tajvani hadsereg elsődleges küldetése az ország területének és partvonalának védelme.

## Története

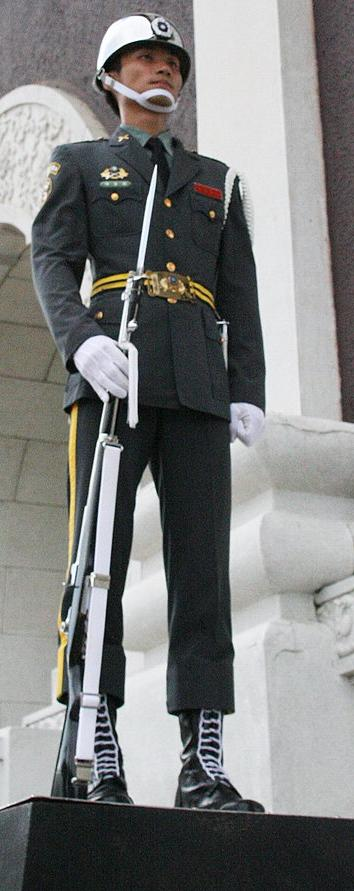
A hadsereg egyik katonája díszegyenruhában

A Kínai Köztársaság Hadseregének elődje a Nemzeti Forradalmi Hadsereg volt, a Szun Jat-szen által alapított Kuomintang párt fegyveres szárnya. A hadsereg számos hadjáratban vett részt 1924 és 1945 között, a második kínai–japán háború, majd a második világháború során harcolt a japán megszállók ellen, utána pedig a kommunista párt hadserege ellen. Tajvan szigete 1945-ben szabadult fel a japán megszállás alól és a kínai polgárháború végén, 1949-ben a szigetre vonult vissza Csang Kaj-sek és hadserege. 1949 után a hadsereg részt vett a kommunista Népi Felszabadító Hadsereg partraszállási kísérleteinek visszaverésében, illetve kisebb csapatok rajtaütéseket hajtottak végre a Fucsien (Fujian) tartomány partvidékén található települések ellen. Az 1970-es évekig a hadsereg stratégiai célja a szárazföldi Kína "felszabadítása" volt.
Az 1990-ben elindult demokratizálódás eredményeként a fegyveres erők is átalakultak: a hadsereg elsődleges célja ezután megvédeni Tajvant és a kisebb szigeteket a két Kínát egyesíteni akaró népköztársaság támadásától. Azonban a földrajzi körülményeket figyelembe véve a légierő és a haditengerészeti erők nagyobb figyelmet kaptak a haderőfejlesztés során, ezért a hadsereg lemaradt. Az 1990-es évek közepéig a hadsereg létszáma kb. 250 000 fő volt, de az 1997-ben indított reformok eredményeként a hadsereg létszámát jelentősen, a másik két haderőnemhez viszonyítva aránytalanul lecsökkentették, és a hadsereg jelenlegi létszámát kb. 190 000 főre becsülik.
Napjainkban a hadsereg küldetése továbbra is a sziget partvonalának védelme és a Kínai Népköztársaság hadsereg által végrehajtott partraszállás visszaverése maradt. A reformok ellenére a hadsereg felszerelése és szervezése terén még ma is elmarad a korszerű fegyveres erőkkel szemben támasztott követelményektől, elsősorban a hivatásos tisztek és tiszthelyettesek képzése, illetve az összhaderőnemi hadviselésre való képességek terén. 2004-ben az alapkiképzést végrehajtó lövészdandárokat a hadsereg tartalékállományába helyezték át. A reformok következményeként békeidőben megszüntették a hadosztályokat, és a különálló gépesített lövész és harckocsizó dandárokat összevonták hadtestekbe. A köztársaság hadseregére jellemző titoktartás miatt a hadsereg jelenlegi struktúrájáról nem állnak rendelkezésre teljesen pontos adatok és az egyes alegységek harcrendjét is csak megbecsülni lehet. A további reformok során a hadsereg létszámát tovább csökkentették, jelenleg kb. 130 000 fő szolgál a hadseregben. Jelenleg a haderőfejlesztés fő céljai a vezetés-irányítási rendszerek korszerűsítése, korszerű harci helikopterek és páncélozott járművek, rakéta-sorozatvetők és tábori légvédelmi eszközök beszerzése. Politikai kezdeményezésre elkezdték az önkéntes katonaság bevezetését és fontolgatják a sorozás korlátozását.
Bár az 1979-ben elfogadott Taiwan Relations Act-nek (TRA) megfelelően az Egyesült Államok kötelezettséget vállalt arra, hogy ellátja olyan védelmi fegyverzettel és eszközökkel, amelyek szükségesek lehetnek a sziget számára ahhoz, hogy meg tudja védeni magát, Tajvan mára alulmaradt a Kínai Népköztársasággal szemben a fegyverkezési versenyben, és bár a tajvani fegyveres erők harci képességeinek növelésében az Egyesült Államok a mai napig jelentős szerepet vállal, Tajvan ma már nem lenne képes egyedül megvédeni magát.

## Felépítése
A Kínai Köztársaság Hadseregét (KKH) az 1997-es reformok előtt 3 hadseregre ("army") és 5 hadtestre ("corps") osztották fel, és a hadsereg szervezetébe tartozott 35 dandár, ebből 25 lövészdandár, 5 páncélozott és 3 gépesített lövészdandár volt. Jelenleg a hadsereget 3 hadtestre és 5 helyi védelmi parancsnokságra osztották fel, illetve a tartalékos parancsnokságra, amely alá tartoznak a csak kiképzési feladatokat végrehajtó dandárok.
A haderőreform egyik legjelentősebb újítása az úgynevezett "védelmi csoport" ("defense team" vagy 守備隊) nevű egységek bevezetése volt. A védelmi csoportokat a területi parancsnokságok alá beosztott, a reformok során feloszlatott önálló dandárok alegységei (egy vagy több megerősített zászlóalj) alkotják, lényegében megfelelnek egy önálló ezrednek.
A KKH jelenlegi felépítése:

### Hadsereg Vezérkar
A KKH vezérkara (Army General Headquarters, 陸軍司令部) koordinálja és irányítja a hadsereg összes egységének tevékenységét. Parancsnoka egy 3 csillagos tábornok, elöljárói: az összhaderőnemi vezérkar parancsnoka (katonai), a védelmi miniszter (polgári) és a Kínai Köztársaság elnöke. A vezérkarnak közvetlenül alárendelt szervezetek és egységek:
- Személyzeti, Kiképzési és harckészültségi, Logisztikai, Tervezési, Távközlési, Elektronikai és Információs, Általános, Pénzügyi, Politikai hadviselési és Belső ellenőrzési osztályok
- Repülő és Különleges Erők Parancsnoksága ("Aviation and Special Forces Command", 航空特戰指揮部)

- 601 Air Cavalry Brigade (az ide beosztott kommandó zászlóalj jelenleg a 862. dandár része)
- 602 Air Cavalry Brigade(az ide beosztott kommandó zászlóalj jelenleg a 862. dandár része)
- 603 Air Cavalry Brigade (tartalékos egység)
- 101. felderítő zászlóalj (Sea Dragon búvárok, egy-egy századuk Kinman és Matsu, 3 század Penghu és a többi partmenti szigeten állomásozik)
- Különleges erők parancsnoksága ("Special Forces Command", 特戰指揮部)

- Hadsereg légikiképző központ ("Army Airborne Training Center", 大武營「陸軍空降訓練中心」)
- Hadsereg különleges erők kiképző központ ("Army Special Forces Training Center", 谷關「陸軍特戰訓練中心」 )

- Különleges műveleti parancsnokság

- 862. Különleges műveleti csoport ("Special Operation Group", eredetileg különleges műveleti dandár, három különleges műveleti zászlóaljjal)
- 871. Különleges műveleti csoport (alegységei ismeretlenek)

### Harci alakulatok
- 6. hadtest ("6th Army Corps", 第六軍團司令部), Tajvan északi része:

- 269. gépesített lövészdandár
- 542. harckocsi dandár
- 584. harckocsi dandár
- 21. tábori tüzérségi csoport

- 801. rakéta-sorozatvető zászlóalj (2 század, mindegyikben 12 db KF-6 típusú rakéta-sorozatvető)

- 53. műszaki csoport
- 73. híradó csoport
- 33. vegyivédelmi csoport

- 8. hadtest ("8th Army Corps", 第八軍團司令部), Tajvan déli része:

- 298. gépesített lövészdandár
- 564. harckocsi dandár
- 43. tábori tüzérségi csoport

- 802. rakéta-sorozatvető zászlóalj (2 század, mindegyikben 12 db KF-6 típusú rakéta-sorozatvető)

- 54. műszaki csoport
- 39. vegyivédelmi csoport

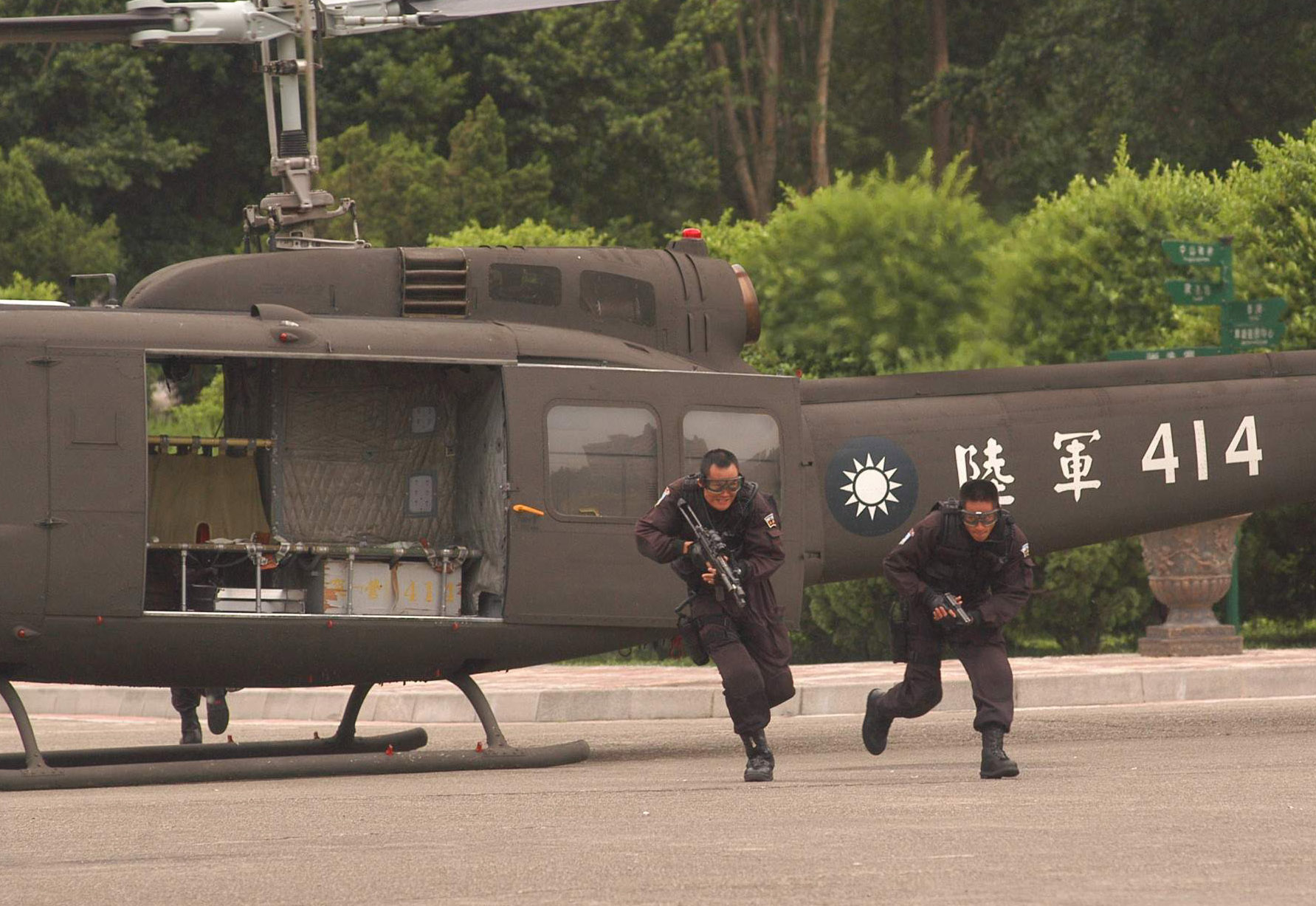
A KKH Katonai Rendészet Különleges Erői (ROC Military Police Special Forces) katonái deszantolnak a 602. Air Cavalry Brigade kötelékébe tartozó UH-1H típusú helikopterből egy terrorista-ellenes kiképzési gyakorlat során.

- 10. hadtest ("10th Army Corps", 第十軍團司令部), Tajvan középső része:

- 200. gépesített lövészdandár
- 586. harckocsi dandár
- 58. tábori tüzérségi csoport

- 803. rakéta-sorozatvető zászlóalj (2 század, mindegyikben 12 db KF-6 típusú rakéta-sorozatvető)

- 52. műszaki csoport
- 36. vegyivédelmi csoport
- 74. híradó csoport

### Területvédelmi erők
- Hua-Tung Védelmi Parancsnokság ("Hua-Tung Defense Command", 花東防衛司令部)

- Hualien (花蓮) védelmi csoport
- Taitung (台東) területi parancsnokság

- Kinmen Védelmi Parancsnokság (金門防衛司令部)

- Jindong (金東, Kinmen kelet) védelmi csoport
- Jinshih (金西, Kinmen nyugat) védelmi csoport
- Shihyu (獅嶼) védelmi csoport
- Tüzérségi csoport

- Penghu Védelmi Parancsnokság (澎湖防衛司令部)

- Golden (高登) védelmi csoport

- Matsu Védelmi Parancsnokság (馬祖防衛司令部)

- Beigao (北高) védelmi csoport
- Juguang (莒光) védelmi csoport

- Tungyin Védelmi Parancsnokság (東引防衛司令部)

- Tungyin (東引) területi parancsnokság

### Tartalékos erők
- Hadsereg Hadkiegészítő parancsnokság ("Armed Force Reserve Command", 後備軍人司令部)

- 9 aktív kiképző dandár, 24 tartalékos dandár (csak háború esetén mozgósítják)

- Logisztikai parancsnokság ("Logistics Command", 後勤司令部)
- Oktatási és Kiképzési Parancsnokság ("Education, Training and Doctorine Command'", 教育訓練暨準則發展司令部)
- A Kínai Köztársaság Vezérkari Akadémiája, Kiképzési és vezérkari iskolák, Vegyivédelmi erők, Műszaki csapatok, Fegyverzeti parancsnokság.

A KKH kötelékébe tartozó önálló rakéta-egységeket mára a légierő kötelékébe helyezték át.

## Rendfokozatok
|                  | Kínaiul    | Pinjin átirat          | Magyaros átirat        | Magyar fordításban                                                                            | Jelzés |
| ---------------- | ---------- | ---------------------- | ---------------------- | --------------------------------------------------------------------------------------------- | ------ |
| Tábornokok       | 特級上將   | Tèjíshangjiàng         | Töcsisangcsiang        | Generalisszimusz (A rendfokozatot egyedül Csang Kaj-sek viselte, azóta nem veheti fel senki.) |        |
| Tábornokok       | 一級上將   | Yījíshangjiàng         | Jicsisangcsiang        | Hadseregtábornok (2013 óta csak hadiállapot idején vehetik fel ezt a rendfokozatot.)          |        |
| Tábornokok       | 二級上將   | Èrjíshangjiàng         | Ercsisangcsiang        | Tábornok                                                                                      |        |
| Tábornokok       | 中將       | Zhōngjiàng             | Csungcsiang            | Vezérőrnagy                                                                                   |        |
| Tábornokok       | 少將       | Shàojiàng              | Saocsiang              | Dandártábornok                                                                                |        |
| Főtisztek        | 上校       | Shàngxiào              | Sanghsziao             | Ezredes                                                                                       |        |
| Főtisztek        | 中校       | Zhōngxiào              | Csunghsziao            | Alezredes                                                                                     |        |
| Főtisztek        | 少校       | Shàoxiào               | Saohsziao              | Őrnagy                                                                                        |        |
| Tisztek          | 上尉       | Shàngwèi               | Sangvej                | Százados                                                                                      |        |
| Tisztek          | 中尉       | Zhōngwèi               | Csungvej               | Főhadnagy                                                                                     |        |
| Tisztek          | 少尉       | Shàowèi                | Saovej                 | Hadnagy                                                                                       |        |
| Zászlósok        | 一等士官長 | Yī děng Shìguān zhǎng  | Ji teng Sikuan csang   | Főtörzszászlós                                                                                |        |
| Zászlósok        | 二等士官長 | Er děng Shìguān zhǎng  | Er teng Sikuan csang   | Törzszászlós                                                                                  |        |
| Zászlósok        | 三等士官長 | Sān děng Shìguān zhǎng | Szan teng Sikuan csang | Zászlós                                                                                       |        |
| Tiszthelyettesek | 上士       | Shàng Shi              | Sang Si                | Főtörzsőrmester                                                                               |        |
| Tiszthelyettesek | 中士       | Zhōng Shi              | Csung Si               | Törzsőrmester                                                                                 |        |
| Tiszthelyettesek | 下士       | Xia Shi                | Hszia Si               | Őrmester                                                                                      |        |
| Tisztesek        | 上等兵     | Shàng děng Bīng        | Sang teng Ping         | Szakaszvezető                                                                                 |        |
| Tisztesek        | 一等兵     | Yī děng Bīng           | Ji teng Ping           | Őrvezető                                                                                      |        |
| Tisztesek        | 二等兵     | Er děng Bīng           | Er teng Ping           | Közkatona                                                                                     |        |

## Fegyverzet

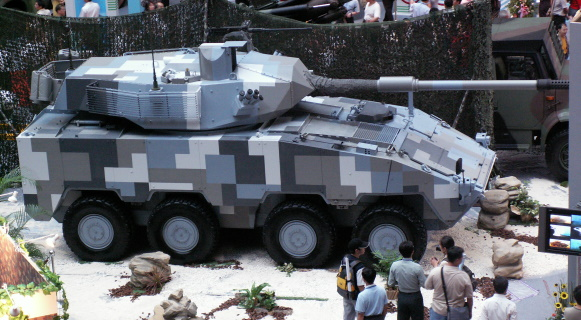
A helyi tervezésű CM-32 páncélozott harcjármű (a képen az önjáró tüzérségi változat látható)

Az 1990-es évek közepétől a KKH több fegyverzet-korszerűsítési programot indított, mivel egyre inkább lemaradt a szárazföldi Kínával folytatott fegyverkezési versenyben. A korszerűsítés célkitűzése olyan alakulatok létrehozása, amelyeket gyorsan és eredményesen lehet bevetni a Tajvanra jellemző városias környezetben. Többek között az Egyesült Államokból rendeltek M60A3 Patton harckocsikat, M109A6 „Paladin” típusú önjáró tarackokat és AH-1W „SuperCobra” típusú harci helikoptereket, illetve a meglévő fegyverzet korszerűsítését.
2007 júliusában került napvilágra, hogy a KKH 30 db AH-64D „Apache Longbow” típusú, korszerű harci helikoptert és AGM–114 Hellfire típusú önirányítású páncéltörő rakétát rendelt az USA-ból, illetve további 60 db UH-60 Black Hawk típusú szállító helikoptert kért a jelenleg üzemeltetett UH-1H helikopterek leváltására. Feltehetően a KKH elöregedett harckocsijait is le akarja majd cserélni és a hírek szerint a brit Challenger, a német Leopard 2A6, a francia Leclerc és az izraeli gyártmányú Merkava harckocsik is szóba kerültek, az Egyesült Államokkal fennálló szoros kapcsolat miatt M1A2 Abrams harckocsikat vásárolnak majd.

### Páncélozott harcjárművek
| Megnevezés         | Gyártó ország | Típus                          | Mennyiség   | Megjegyzés |
| ------------------ | ------------- | ------------------------------ | ----------- | --- |
| M60A3 Patton TTS   | USA           | harckocsi                      | 480         | |
| CM-11              | TWN           | harckocsi                      | 450         | Az M48 Patton harckocsi helyi változata, 1988-1994 között szerelték össze. |
| CM-12              | TWN           | harckocsi                      | 250         | Az M48A3 harckocsi helyben módosított változata |
| M48A3              | TWN           | harckocsi                      | 50          | Az 1970-es években Tajvan összesen 309 db M48A1/A2 Patton harckocsit kapott, amelyeket később helyben az M48A3 változatra építettek át, illetve 250 db-ot a CM12 harckocsivá építették át |
| M41 Walker Bulldog | USA           | könnyű harckocsi               | 775         | 50 db-ot M41D típusjelzéssel helyben módosítottak |
| CM-32              | TWN           | páncélozott szállító harcjármű | 600         | Jelenleg is gyártásban |
| CM-21              | TWN           | vegyes rendeltetésű            | 1000+       | Az amerikai M113-ra épül, különféle változatait 1982 és 2009 között gyártották:CM-21/A1 páncélozott szállító harcjárműCM-22 önjáró 107mm/120mm űrméretű aknavetőCM-23 önjáró 81mm aknavetőCM-24/A1 lőszerszállítóCM-25 páncéltörő rakétavetőCM-26 parancsnoki harcjárműCM-27/A1 műszaki mentő |
| M113               | USA           | páncélozott szállító harcjármű | 650         | Különféle változatokban |
| V–150S             | USA           | kétéltű PSZH                   | 300         | |
| Humvee             | USA           | Páncélozott jármű              | 2,000-2,500 | Különféle célokra, többek között géppuskával és páncéltörő rakétával felszerelt változatok |

### Tüzérségi eszközök
| Megnevezés       | Gyártó ország | Típus                                        | Mennyiség                                                          |
| ---------------- | ------------- | -------------------------------------------- | ------------------------------------------------------------------ |
| M110             | USA           | 203 mm-es önjáró tarack                      | 60                                                                 |
| M109A2/A5        | USA           | 155 mm önjáró tarack                         | 197/28                                                             |
| M108             | USA           | 105 mm önjáró tarack                         | 225                                                                |
| M115             | USA           | 203 mm vontatott tarack                      | 90                                                                 |
| M59 "Long Tom"   | USA           | 155 mm vontatott tarack                      | 390                                                                |
| M101             | USA           | 105 mm vontatott tarack                      | 650                                                                |
| M1               | USA           | 240mm vontatott tarack                       | kb. 30 db, Quemoy és Matsu szigetén fix tüzelőállásokban telepítve |
| Kung Feng VI     | TWN           | 117 mm önjáró rakéta-sorozatvető             | 72 db, 24 db minden hadtestnél                                     |
| Thunderbolt-2000 | TWN           | Önjáró (8x8 kerékképletű) rakéta-sorozatvető | 57 db (megrendelve)                                                |

### Helikopterek
| Megnevezés                             | Gyártó ország | Típus                        | Mennyiség | Megjegyzés                                     |
| -------------------------------------- | ------------- | ---------------------------- | --------- | ---------------------------------------------- |
| Boeing AH-64D Apache Longbow Block III | USA           | Harci helikopter             | 30        | Megrendelve                                    |
| Bell AH-1W SuperCobra                  | USA           | Harci helikopter             | 62        |                                                |
| Boeing CH-47SD Chinook                 | USA           | Szállító helikopter          | 9         |                                                |
| Bell OH-58D Kiowa                      | USA           | Felderítő - harci helikopter | 39        |                                                |
| Bell TH-67A Creek                      | USA           | Kiképző helkikopter          | 30        | Csak kiképzési célokra                         |
| AIDC UH-1H Iroquois                    | TWN           | Szállító helikopter          | kb. 40    | Amerikai licenc alapján 118 darabot gyártottak |
| UH-60M Black Hawk                      | USA           | Szállító helikopter          | 60        | Megrendelve                                    |

### Légvédelmi fegyverek
| Megnevezés          | Gyártó ország | Típus                                                  | Mennyiség | Megjegyzés |
| ------------------- | ------------- | ------------------------------------------------------ | --------- | --- |
| M1097 Avenger       | USA           | rövid hatótávolságú önjáró légvédelmi rakétakomplexum  | 74        | Csak az északi és a középső hadtestnél rendszeresítették, összesen 1299 db FIM-92 Stinger irányított rakétával                                                                            |
| FIM–92 Stinger      | USA           | Rövid hatótávolságú föld-levegő rakéta                 | 116       | 55 Stinger rakétavetőt összesen 465 rakétával (az amerikai hadsereg tartalékaiből) 1996-ban adtak el Tajvannak. További 61 rakétavetőt 728 rakétával 1996 és 1998 között szállítottak le. |
| FIM–92 Stinger      | USA           | Levegő-levegő rakéta                                   | 173       | Az AH-64D Block III APACHE Longbow harci helikopterek fegyverzete |
| MIM–2/M48 Chaparral | USA           | Rövid hatótávolságú, önjáró légvédelmi rakétakomplexum | 40        | Csak a déli hadtest használja, összesen 646 rakétát szereztek be az MIM-72F és 302 rakétát a MIM-72E/G/J változatokhoz                                                                    |
| AIM–9 Sidewinder    | USA           | Levegő-levegő rakéta                                   | 300       | Az AIM-9S változat, az AH-1W SuperCobra harci helikopterek fegyverzete |

### Páncéltörő fegyverek
| Megnevezés         | Gyártó ország | Típus                                                       | Mennyiség                                                                          | Megjegyzés                                                                                |
| ------------------ | ------------- | ----------------------------------------------------------- | ---------------------------------------------------------------------------------- | ----------------------------------------------------------------------------------------- |
| M72 LAW            | USA           | Vállról indítható páncéltörő rakéta                         |                                                                                    |                                                                                           |
| Type 66            | TWN           | Vállról indítható páncéltörő rakéta                         | Az M72 LAW helyi gyártású változata                                                |                                                                                           |
| AT4 (M136)         | USA           | Vállról indítható páncéltörő rakéta                         | A svéd fejlesztésű AT4 rakétának az amerikai hadseregben rendszeresített változata |                                                                                           |
| APILAS             | FRA           | Vállról indítható páncéltörő rakéta                         | 1,000                                                                              | 1998-ban vásárolták                                                                       |
| FGM–148 Javelin    | USA           | Vállról indítható infravörös önirányítású páncéltörő rakéta | 40 indító, 360 rakéta                                                              | További 182 rakéta és 20 rakétaindító megrendelve                                         |
| BGM–71 TOW-2A/B    | USA           | Önirányítású páncéltörő rakéta                              | 3 100 rakéta, 163 rakétavető                                                       | A HUMVEE, M-113, CM-25 páncélozott járműveket, illetve az AH-1W és OH-58D helikoptereken. |
| Hellfire AGM–114C  | USA           | Lézerirányítású páncéltörő rakéta                           | 684                                                                                | Az AH-1W és OH-58D helikopterek fegyverzete                                               |
| Hellfire AGM–114K3 | USA           | Lézerirányítású páncéltörő rakéta                           | 240                                                                                | Az AH-1W és OH-58D helikopterek fegyverzete 1999-től                                      |
| Hellfire AGM–114M3 | USA           | Lézerirányítású páncéltörő rakéta                           | 449                                                                                | 2002-ben megrendelve                                                                      |
| Hellfire AGM–114L  | USA           | Lézerirányítású páncéltörő rakéta                           | 1,000                                                                              | Megrendelve, az AH-64D harci helikopterek fegyverzete                                     |

### Kézifegyverek

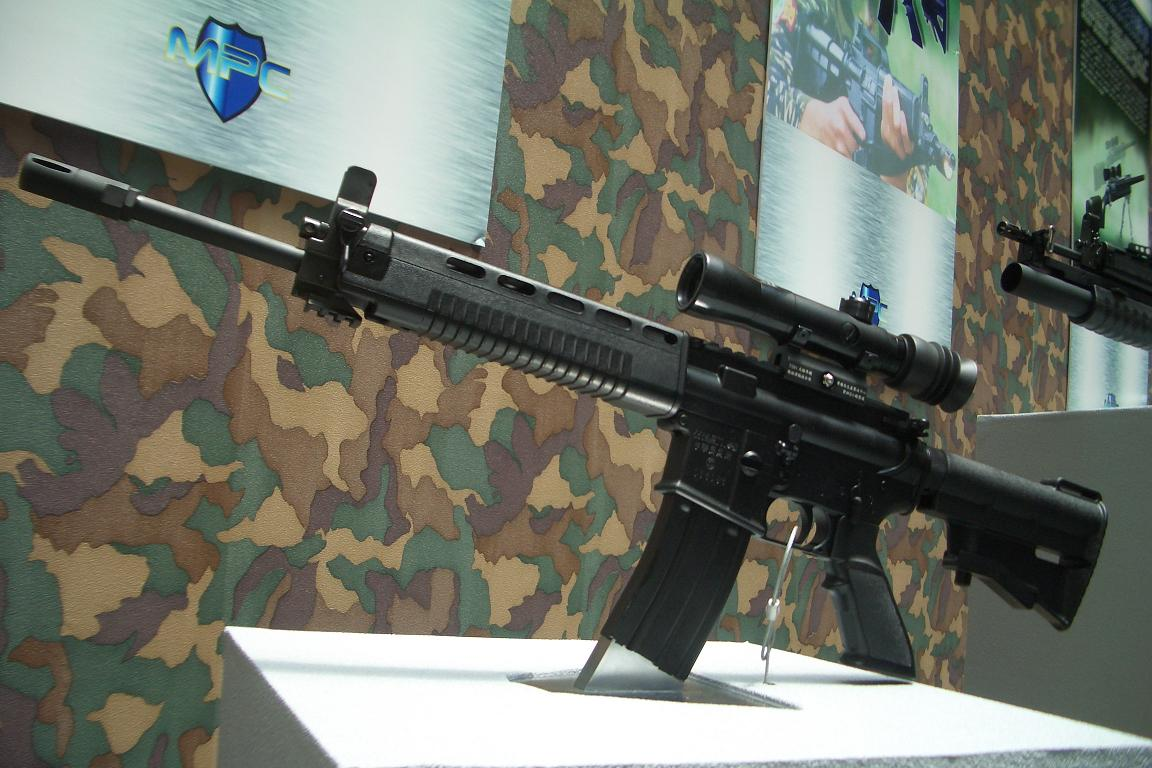
T91 gépkarabély

| Megnevezés            | Gyártó ország | Típus                        | Megjegyzés                               |
| --------------------- | ------------- | ---------------------------- | ---------------------------------------- |
| T75                   | TWN           | 9 mm-es pisztoly             |                                          |
| T51                   | TWN           | .45-ös kaliberű hadipisztoly |                                          |
| Glock 17              | AUT           | 9 mm-es pisztoly             |                                          |
| T77                   | TWN           | 9 mm-es géppisztoly          |                                          |
| Calico M960           | USA           | géppisztoly                  |                                          |
| Heckler & Koch MP5    | GER           | géppisztoly                  |                                          |
| Uzi                   | ISR           | géppisztoly                  |                                          |
| Benelli M4 Super 90   | ITA           | félautomata sörétes puska    |                                          |
| Franchi SPAS-12       | ITA           | félautomata sörétes puska    |                                          |
| T65                   | TWN           | gépkarabély                  |                                          |
| T86                   | TWN           | gépkarabély                  | T65 gránátvető kiegészítővel             |
| T91                   | TWN           | gépkarabély                  |                                          |
| M4A1                  | USA           | gépkarabély                  |                                          |
| M1                    | USA           | gépkarabély                  |                                          |
| M24 mesterlövészpuska | USA           | mesterlövészpuska            |                                          |
| T93                   | TWN           | mesterlövészpuska            |                                          |
| M82A1                 | USA           | mesterlövészpuska            |                                          |
| PSG-1                 | GER           | mesterlövészpuska            |                                          |
| SSG-2000              | SUI           | mesterlövészpuska            |                                          |
| T74                   | TWN           | 7,62mm-es könnyű géppuska    |                                          |
| T75                   | TWN           | 5,56mm-es könnyű géppuska    |                                          |
| M2                    | USA           | nehéz géppuska               |                                          |
| T85                   | TWN           | 40 mm-es rakétavető          |                                          |
| MGL Mk-1              | RSA           | 40 mm-es rakétavető          |                                          |
| Mk-19 Mod 3           | USA           | 40 mm-es automata gránátvető | Amerikai licenc alapján helyben gyártják |

## Lásd még
- Tajvan hadereje
- Tajvani-szoros
- Kína
- Kínai Népi Felszabadító Hadsereg

## Fordítás
- Ez a szócikk részben vagy egészben  a   Republic of China Army című angol Wikipédia-szócikk fordításán alapul.  Az eredeti cikk szerkesztőit annak laptörténete sorolja fel. Ez a jelzés csupán a megfogalmazás eredetét és a szerzői jogokat jelzi, nem szolgál a cikkben szereplő információk forrásmegjelöléseként.